# Dorpenomloop Rucphen
Le Dorpenomloop Rucphen (officiellement Rabobank Dorpenomloop Rucphen) est une course cycliste sur route disputée dans la province du Brabant-Septentrional, aux Pays-Bas. Créée en 1974, la course est disputée par des cyclistes amateurs jusqu'en 2011, date à laquelle elle rejoint l'UCI Europe Tour.

## Palmarès récent
| Année | Vainqueur                 | Deuxième                 | Troisième                |
| ----- | ------------------------- | ------------------------ | ------------------------ |
| 1986  | Ton Akkermans             | Gerrie Smit              | Patrick Bol              |
| 1987  | Patrick Tolhoek           | Johnny Broers            | Adrie Kools              |
| 1988  | Rob Bijvank               | Hennie Beijer            | Ruud Brouwers            |
| 1989  | Jannes Slendebroek        | Jos Bol                  | Freddy Wolsink           |
| 1990  | Wietse Veenstra           | Rob Mulders              | Frank van Veenendaal     |
| 1991  | Wietse Veenstra           | Gino Jansen              | Anton Tak                |
| 1992  | Peter Heeren              | Corne van Rijen          | Steven de Jongh          |
| 1993  | Jeroen Blijlevens         | Wietse Veenstra          | Jan Boven                |
| 1994  | Rob Compas                | Roger Vaessen            | Jan Boven                |
| 1995  | Sandro Bijnen             | Louis de Koning          | Jeroen Hermes            |
| 1999  | Ronald van der Tang       | John den Braber          | Sander Olijve            |
| 2000  | Wilco Zuijderwijk         | Jan Hordijk              | Jarno Vanfrachem         |
| 2001  | Jan Schilder              | Pascal Hermes            | Lex Nederlof             |
| 2002  | Martin van Steen          | Arthur Farenhout         | Edward Farenhout         |
| 2003  | François Franse           | Julien Smink (nl)        | Marco Bos                |
| 2004  | Roy Curvers               | Arthur Farenhout         | Tom De Meyer             |
| 2005  | Fulco van Gulik (nl)      | Niki Terpstra            | Marvin van der Pluijm    |
| 2006  | Peter Woestenberg         | Sjoerd Botter            | John den Engelsman       |
| 2007  | Reinier Honig             | Lieuwe Westra            | Fulco van Gulik (nl)     |
| 2008  | Arne Hassink (nl)         | Rudy Vriend              | Luc Hagenaars            |
| 2009  | Johan Landström           | Sjoerd Botter            | Marco Bos                |
| 2010  | Barry Markus              | Jorne Videler            | Jelle Mannaerts          |
| 2011  | Barry Markus              | Moreno Hofland           | Steve Schets             |
| 2012  | Giorgio Brambilla         | Patrick Clausen          | Angelo Furlan            |
| 2013  | Dylan van Baarle          | Daniel McLay             | Fabio Silvestre          |
| 2014  | Michael Carbel Svendgaard | Daniel McLay             | Johim Ariesen            |
| 2015  | Floris Gerts              | Tijmen Eising            | Elmar Reinders           |
| 2016  | Aidis Kruopis             | Antoine Demoitié         | Coen Vermeltfoort        |
| 2017  | Maarten van Trijp         | Fabio Jakobsen           | Raymond Kreder           |
| 2018  | Mikkel Bjerg              | Rune Herregodts          | Maarten van Trijp        |
| 2019  | Annulé en raison du vent  | Annulé en raison du vent | Annulé en raison du vent |
| 2020  | David Dekker              | Brenton Jones            | Matthew Bostock          |
| 2021  | Elias Van Breussegem      | Coen Vermeltfoort        | Martijn Budding          |
| 2022  | Maikel Zijlaard           | Sasha Weemaes            | Timothy Dupont           |
| 2023  | Laurenz Rex               | Gianluca Pollefliet      | Andrea Raccagni Noviero  |
| 2024  | Johan Dorussen            | Huub Artz                | Henrik Pedersen          |
| 2025  | Milan De Ceuster          | Jonas Goeman             | Luke Verburg             |